# HD 653
HD653 є хімічно пекулярною зорею спектрального класу
A0 й має видиму зоряну величину в
смузі V приблизно  8.9.
Вона знаходиться у сузір'ї Андромеди.

## Пекулярний хімічний вміст
Зоряна атмосфера HD653 має підвищений вміст Cr.